# بایارا
بایارا (به لاتین: Baiara) یک منطقهٔ مسکونی در بنگلادش است که در نانگالکوت واقع شده‌است. بایارا  کیلومتر مربع مساحت دارد.